# Kadesur, Turuvekere
Kadesur là một làng thuộc tehsil Turuvekere, huyện Tumkur, bang Karnataka, Ấn Độ.